# Le Mioche
Pour plus de détails, voir Fiche technique et Distribution.
Le Mioche est un film français réalisé par Léonide Moguy, sorti en 1936. Le film a rencontré un grand succès populaire lors de sa sortie.

## Synopsis
Un professeur engagé dans un pensionnat de jeunes filles, trouve un bébé devant sa porte, et est contraint de le cacher dans sa chambre.

## Fiche technique
- Titre : Le Mioche
- Réalisation : Léonide Moguy, assisté de Robert Lavallée et Jeanne Etiévant
- Scénario : Jean Guitton
- Dialogues : Charles Spaak
- Chef décorateur : Pierre Schild
- Directeurs de la photographie : Michel Kelber, Philippe Agostini et Louis Page
- Montage : Marcelle Seysset
- Musique : Michel Lévine (Michel Michelet)
- Directeur de production : Ayres d'Aguiar
- Société de production : Gray-Film (Paris)
- Pays de production :  France
- Format :  Son mono  - Noir et blanc  - 1,37:1
- Genre : Comédie
- Durée : 98 minutes
- Date de sortie : 
  - France : 6 novembre 1936

## Distribution
- Lucien Baroux : Prosper Martin
- Gabrielle Dorziat : la directrice, Mlle Granval
- Pauline Carton : l'institutrice, Mlle Clotilde
- Madeleine Robinson : Denise Mériel
- Milly Mathis : Gervaise
- Jane Pierson : la gérante
- Claire Gérard : la lingère
- Nane Germon : une élève
- Annette Doria : une élève
- Wally Carveno : une élève
- May Francine : une élève
- Paulette Houry : une élève
- Aline Debray : une élève
- Liliane Gauthier : une élève
- Michèle Morgan : une élève
- Jacqueline Pacaud : une élève
- Foun-Sen : une élève
- Jenny Carol : une élève
- Janine Darcey
- Gilbert Gil : Robert Bourgeon
- Marcel Maupi : Rabut
- Jean Périer : l'aumônier
- André Siméon : l'ivrogne
- Pierre Juvenet : l'archevêque
- Pierre Labry : M. Bourgeon
- René Bergeron : le garagiste
- Marcel Carpentier : le cuisinier
- Georges Vitray : Dalbret
- Philippe : Pierrot
- René Lacourt
- Léonce Corne
- Gary Garland
- Roger Rosen

## Lieux de tournage
Une grande partie du film a été tournée dans le Château d'Athis actuellement groupe scolaire privé Saint-Charles d'Athis-Mons.
D'autres scènes ont été tournées à la gare d'Athis-Mons qui a été renommée en gare de Chateauville pour le film.
Dans le livre « Athis-Mons 1890-1939 - Naissance d'une ville de banlieue », page 191 et 192, un habitant d'Athis-Mons témoigne du tournage du film et de la destinée de l'enfant qui a tenu le rôle du « mioche », dont le producteur, Ayres d'Aguiar, fut ému par ses conditions de vie.

## Disponibilité
Le film a été numérisé et restauré par la direction patrimoine du CNC. Il est disponible en visionnage à la Bibliothèque nationale de France.

## Remakes
Le film a fait l'objet d'un remake américain en 1940 Forty Little Mothers, et en Italie en 1952 : Cento piccole mamme (it).